# Anna Netrebko
Anna Jurjevna Netrebko (rusko А́нна Ю́рьевна Нетре́бко), ruska sopranistka, * 18. september 1971, Krasnodar, Rusija.
Anna Netrebko velja za eno največjih opernih div našega časa. Redno nastopa po vseh najelitnejših prizoriščih in opernih hišah, med njimi v Dunajski državni operi, Metropolitanski operi, milanski Scali ipd. Večkrat je nastopila tudi v Sloveniji; prvič 30. oktobra 2012 v Gallusovi dvorani Cankarjevega doma (z okrestrom Slovenske filharmonije, ki jo je nato spremljal tudi na novembrski turneji po Evropi), trikrat pa z možem Yusifom Eyvazovom v sklopu Festivala Ljubljana. Pred koncertom poleti 2022 je ukrajinska skupnost v Sloveniji s peticijo zahtevala odpoved koncerta Ane Netrebko, in sicer zaradi ruske invazije na Ukrajino.
Živi na Dunaju in v New Yorku, od leta 2006 ima tudi avstrijsko državljanstvo.  Njen trenutni partner je azerbajdžanski tenorist Jusif Ejvazov, s katerim se je poročila 29. decembra 2015 na Dunaju. Z bivšim možem, urugvajskim bas-baritonistom Erwinom Schrottom ima sina Tiaga Netrebka. Večkrat je bila uvrščena na Timesovo lestvico 100 najvplivnejših zemljanov.

## Mladost
Rodila se je rodil v Krasnodarju, v družini kubanskih kozakov. Med študijem na konservatoriju v Sankt Peterburgu je delala kot hišnica v Mariinskem gledališču. Kasneje jo je odkril dirigent Valerij Gergijev in postal njen vokalni mentor.

## Kariera
Pod Gergijevim vodstvom je leta 1994 pri 22. letih Anna Netrebkova debitirala na opernem odru Mariinskega kot Suzana v Figarovi svatbi, čeprav so jo sprva predstavljali kot Barbarino. Istega leta je nastopila tudi kot Kraljica noči v Čarobni piščali z Riško neodvisno opero Avangarda Akadēmija pod vodstvom dirigenta Davida Milnesoma. Kasneje se je povezala z Mariinskim gledališčem.
Jeseni 1995 je debitirala v Ameriki z Ljudmilo v operni hiši v San Franciscu. Po tem uspešnem nastopu je bila poleti 1996 vključena v Merola Opera Program in v naslednjih sezonah postala pogosta gostujoča pevka v San Franciscu, kjer je nastopila v L'elisir d'amore (Adina), Betrothal in a Monastery, Idomeneo (Ilia), La bohème (Musetta), Carjeva nevesta (Marfa), Don Giovanni (Zerlina), Falstaff (Nannetta). Leta 1998 je nastopila z uprizoritvijo Ljudmile, ko je bila uprizoritev opere Mariinskega v Metropolitanski operni hiši, in debitirala na Salzburškem festivalu v Parsifalu pod dirigentskim vodstvom Gergijeva. Istega leta je v Sankt Peterburgu zapela svojo prvo Violetto v Verdijevi La traviati, naslednje leto pa svojo prvo Amino v La sonnambula. Oktobra 1999 je nastopila z Gildo v Rigolettu v Washingtonski nacionalni operi.
Njena kariera se je po prelomu tisočletja strmo vzpenjala, nastopala je po številnih elitnih opernih hišah po svetu. Decembra 2007 je bila povabljen, da počasti Martina Scorseseja na 30. letni podelitvi priznanj Kennedyjevega centra, kjer je odpela arijo "O mio babbino caro".
Leta 2018 je na Rdečem trgu in v Bolšoj teatru nastopila na koncertih v počastitev oodprtja in zaprtja svetovnega prvenstva v nogometu 2018. 8. septembra 2018 se je udeležila inavguracijskega gala koncerta koncertne dvorane Zarjadje v Moskvi, ki je bil predvajan na Medici.tv. Februarja 2019 je odprla dunajski operni ples 2019. Bila je predstavljena na otvoritveni slovesnosti Evropskih iger 2019 v Minsku 21. junija in je 30. avgusta 2019 slovesno odprla prvo koncertno sezono Kongresne dvorane na Ekaterinburg Expo.

### Posledice vojne v Ukrajini
26. februarja 2022, po začetku ruske invazije na Ukrajino leta 2022, je Anna Netrebko podala izjavo, v kateri je izrazila svoje nasprotovanje vojskovanju in dejala, da ima veliko prijateljev v Ukrajini ter da ji bolečina in trpljenje parata srce, da želi, da se vojna konča, "da bi ljudje lahko živeli v miru", izrazila pa je tudi nestrinjanje s siljenjem umetnikov k izražanju političnega mnenja. Kljub svoji izjavi se je soočila s pritiskom institucij, ker se ni distancirala od ruskega predsednika Vladimirja Putina. 1. marca 2022 je povedala, da se bo "do nadaljnjega umaknila iz koncertnega življenja" ter dodala, da ni primeren čas za njene nastope in da upa, da jo bo občinstvo razumelo. Umaknila se je iz opernih produkcij v Milanu in Zürichu. Dominique Meyer, intendant La Scale, je izjavil, da se je Netrebkova z obsodbo vojne in priznanjem, da je trenutno bolje, da ne nastopa, obnašala zgledno.
Kljub temu je Bavarska deželna opera odpovedala obstoječe angažmaje tako z njo kot z Valerijem Gergijevim. Dva dni kasneje jo je Metropolitanska opera odstranila iz prihajajoče predstave Turandot in jo nadomestila z ukrajinsko sopranistko Ljudmilo Monastirsko, prav tako pa je odpovedala njen nastop v Don Carlu v naslednji sezoni. Finn McRedmond iz časopisa The Irish Times je komentiral, da bi bil tak "veleprodajni bojkot Rusije" v zvezi z izključitvijo Netrebkove "nevaren odmik od zahodnih vrednot".
S pomočjo Ameriškega ceha glasbenih umetnikov, sindikata, ki zastopa operne pevce, je Netrebkova "vložila delovno pritožbo" proti Metu.
Berlinska državna opera in Festspielhaus Baden-Baden sta po dogovoru z Anno Netrevko odpovedala njene nastope. Baden-Baden je izrecno omenil možnost prihodnjega sodelovanja, medtem ko je Mathias Schulz, intendant Berlinske opere, pojasnil, da se želi z Netrebkovo osebno pogovoriti o njenem stališču, da bi preučila prihodnost. Končno je Mathias Schulz sporočil, da je res imel zasebni videoklic z Netrebkovo o situaciji in njenem stališču do vojne ter da naj bi se leta 2023 vrnila v Berlin.
30. marca 2022 je Netrebkova napovedala, da namerava z majem 2022 nadaljevati svoje javne nastope, in ponovila svojo obsodbo vojne (uporablja to besedo, čeprav je njena uporaba v tem kontekstu v Rusiji prepovedana) v Ukrajini, pri čemer se distancira. od Putina. Po tej izjavi so v domovini Netrebkovo obsodili kot izdajalko ruske države. Njeni nastopi v Rusiji so bili odpovedani in eden od poslancev dume je predlagal, naj se odpove svojim ruskim odlikovanjem.
Festival Ljubljana je za 26. avgust 2022 napovedal ponovni nastop Anne Netrebko in Jusifa Ejvazova v Cankarjevem domu. Ukrajinska skupnost v Sloveniji je pred tem začela s kampanjo “Ni treba, Netrebko” in zbirala podpise v peticijo proti njenemu nastopu v Ljubljani. V njej so zapisali: “Kultura je najmočnejše orožje v vojni proti Rusiji. Več stoletij je Rusija izkoriščala ravno kulturo za prikrivanje svojih imperialističnih zločinov. In dokler Rusija načrtno izvaja genocid nad ukrajinskim narodom in njegovo kulturo, obstreljuje z raketami otroške zdravstvene domove, porodnišnice, univerze, šole, muzeje, cerkve, knjižnice, je kakršnokoli sodelovanje s tistimi, ki podpirajo vojne zločine, nesprejemljivo.” Direktor Festivala Ljubljana Darko Brlek se je odzval, da koncert bo, saj da je glasba tista, ki postavlja mostove.

## Zasebno

### Državljanstvo
Netrebkova je marca 2006 na Dunaju zaprosila za avstrijsko državljanstvo, kar je v njeni domovini vzbudilo različne odzive. Kot odgovor nanje je navedla okoren in ponižujoč postopek pridobivanja vizumov kot ruska državljanka zaradi številnih nastopov v tujini. Konec julija je ministrski svet odobril prošnjo zaradi njenih "posebnih zaslug", kljub temu, da ni govorila nemško in ni živela v Avstriji.

### Razmerja
Netrebko je imela razmerje z italijanskim basbaritonistom Simonejem Alberghinijem, s katerim sta se leta 1999 spoznala med predstavami Rigoletta v Washingtonski nacionalni operi. Oznanila je njuno zaroko, a o poroki zaradi natrpanega urnika ni razmišljala. Maja 2007 je bilo potrjeno, da je njuno razmerje končano.
Decembra 2007 se je Netrebkova zaročila z urugvajskim basbaritonistom Erwinom Schrottom, ki ga je prvič spoznala med sodelovanjem leta 2003. Aprila 2008 je naznanila njuno poroko, vendar do nje ni prišlo. Njun sin Tiago Aruã se je rodil 5. septembra 2008 na Dunaju. 25. novembra 2013 je par naznanil, da se ločujeta, po več mesecih večinoma ločenih življenj.
Februarja 2014 je med vajami za uprizoritev Manon Lescaut v Rimu Netrebko začela razmerje z azerbajdžanskim tenoristom Yusifom Eyvazovom, ki je prav tako nastopal v tej operi. Pet mesecev pozneje je par naznanil zaroko. Poročila sta se 29. decembra 2015 na Dunaju. Njuna uradna poročna slovesnost je potekala v Palais Coburg, slavje v Gartenpalais Liechtenstein pa je sprejelo 180 prisotnih gostov, med njimi je bil tudi Plácido Domingo.

### Bivališča
Anna Netrebko ima stanovanja v Sankt Peterburgu, na Dunaju in v New Yorku. Že od nosečnosti je iskala novo bivališče na Dunaju. Leta 2008 ga je kupila in prenovila penthouse stanovanje na Franziskanerplatzu. Ker prenova ni bila končana pravočasno, je do leta 2010 še vedno živela v svojem prvotnem stanovanju. Februarja 2010 so stavbo evakuirali zaradi akutne nevarnosti porušitve in jo ponovno odprli šele dva meseca pozneje. Novembra 2009 se je preselila v novo stanovanje nad Lincoln Squareom na Manhattnu, kjer je združila dve bivanjski enoti.